# Der Mönch mit der Peitsche
Der Mönch mit der Peitsche ist ein deutscher Kriminalfilm von Alfred Vohrer aus dem Jahr 1967 mit Joachim Fuchsberger in der Hauptrolle. Es handelt sich um die vierundzwanzigste Edgar-Wallace-Produktion der Rialto Film.

## Handlung
Der Wissenschaftler Dr. Cabble entwickelt im Auftrag eines Unbekannten ein geruchloses Giftgas. Winston Robson, Cabbles allzu neugieriger Assistent, ist das erste Opfer des tödlichen Stoffes. Nachdem Dr. Cabble seinem Auftraggeber, der einen noblen Rolls-Royce fährt, das Gift und ein damit präpariertes Buch aushändigt, wird er von einem rot gekleideten Mönch mit einer Peitsche ermordet.
In einem Londoner Zuchthaus wird der Taschendieb und Falschspieler Frank Keeney in die Zelle eines gewissen Cress Bartling verlegt. Bartling bietet Keeney 1.000 Pfund für die Erledigung eines Auftrags, der außerhalb der Gefängnismauern stattfinden soll. Mit Hilfe des Gefängniswärters Carrington und des Küchenpersonals gelangt Keeney tatsächlich nach draußen. An einer Landstraße wird er einem Mann namens Greaves, dem Chauffeur eines Rolls-Royce, übergeben. Dieser bringt Keeney zu einer verfallenen Villa, in der zwischen Krokodilen und Aquarien ein geheimnisvoller Hintermann residiert. Er beauftragt Keeney, der Internatsschülerin Pam Walsbury in einer Dorfkirche ein Gesangbuch unterzujubeln. Keeney ahnt nicht, dass es mit dem Giftgas präpariert ist. Als das Mädchen das Buch öffnet und auf der Stelle stirbt, wird er in das Gefängnis zurückgebracht.
Durch einen Zufall kommt der Polizeiarzt Dr. Shinewood dahinter, dass das Mädchen mit einem Gift auf der Basis von Blausäure ermordet wurde. Scotland-Yard-Chef Sir John und Inspektor Higgins untersuchen den Fall im Mädcheninternat. Dessen Leiterin Harriet Foster kann sich den Mord an Pam nicht erklären. Die Lehrer Harrison und Brent sowie der Pedell Bannister verdächtigen den Chemielehrer Keyston, der ein Verhältnis mit Pam hatte. Ann Portland erzählt den Beamten, dass einige ihrer Mitschülerinnen, darunter auch Pam, gelegentlich wilde Partys feiern. Mr. Keyston und Mark Denver, ein im Gartenhaus des Internats lebender Schriftsteller und Bruder von Harriet Foster, haben diese Partys veranstaltet. In der Nacht taucht im Internat der Mönch mit der roten Kutte auf, um das präparierte Gesangbuch aus dem Schrank von Pam Walsbury zu nehmen. Einige der Schülerinnen beobachten die Gestalt und alarmieren die anwesenden Scotland-Yard-Beamten. Aber der Mönch kann entkommen. Wie so oft beobachtet der neugierige Gärtner Glenn Powers die Vorgänge aus sicherer Entfernung.
Am nächsten Abend fasst die Schülerin Betty Falks den Entschluss, das Internat zu verlassen. Erneut begibt sich Frank Keeney in die Freiheit, um einen Auftrag des geheimnisvollen Hintermannes zu erfüllen. Auf dem Weg zur Bushaltestelle begegnet Betty dem Mönch mit der Peitsche. Sie flüchtet zum Bus, in dem sie von Keeney mit einer Giftgaspistole ermordet wird. Der Busschaffner erinnert sich eindeutig an Keeneys Gesicht. Inspektor Higgins hält ihn allerdings für unschuldig, da sich der Mann offiziell sicher hinter Gittern befindet. Keyston gesteht Higgins, dass er zwanzig Jahre im Zuchthaus saß, weil er ein junges Mädchen umgebracht hat. Der Inspektor sieht von einer Verhaftung des Lehrers ab. Ein roter Mönch mit einer Peitsche tötet Keyston noch in der gleichen Nacht.
Am Abend des nächsten Tages erscheint die Schülerin Mary Houston in Mark Denvers Gartenhaus. Sie wirft Denver vor, hinter den Morden zu stecken, da auch er ein Verhältnis mit Pam hatte und sie ein Kind von ihm erwartete. Betty Falks wusste dies. Nach einer Auseinandersetzung, bei der Denver zudringlich wird, flieht Mary aus dem Gartenhaus. Inspektor Higgins, der sich ebenfalls im Gartenhaus befindet und das Gespräch mithörte, kann nicht verhindern, dass Mary im Park mit einer Giftgaspistole ermordet wird. Diesmal erkennt der Ermittler selbst den eigentlich inhaftierten Frank Keeney als Täter. Keeney zwingt den Chauffeur Greaves, ihn in die alte Villa zu bringen. Keeney versucht den Hintermann zur Rede zu stellen, wird aber vom Mönch mit der Peitsche ermordet. Als Higgins im Gefängnis erscheint, findet er Keeney offensichtlich erhängt in seiner Zelle.
Am darauffolgenden Tag wird der Chemielehrer Keyston ebenso erhängt unter dem Schwimmbad des Internats aufgefunden. Der geheimnisvolle Hintermann erteilt Cress Bartling den Auftrag, in der Nacht die Schülerin Ann Portland zu ermorden. Inspektor Higgins findet heraus, dass Ann die Alleinerbin der Portland-Flugzeugwerke ist. Higgins schleicht sich noch in der gleichen Nacht in das Internat ein in der Verkleidung des roten Mönchs und täuscht eine angebliche Entführung von Ann Portland vor und flüchtet mit ihr in seinem Wagen. Er bringt sie in Sicherheit und vereitelt so einen Mordanschlag durch Bartling. Zwischenzeitlich wird auch der zwielichtige Mark Denver vom roten Mönch ermordet.
Bartling und Greaves entführen Ann Portland aus ihrem Versteck in einer Sandgrube. Durch den als Gefängnispfarrer getarnten Sergeant Hanfield erfahren die Yard-Beamten, wie Keeney und Bartling das Zuchthaus verlassen konnten. Inspektor Higgins kann den Fluchtweg rekonstruieren und gelangt mit Sir John zu der geheimnisvollen Villa, in die man Ann verschleppt hat. Die Internatsleiterin Harriet Foster und der Gärtner Glenn Powers, der ihr folgt, sind ebenfalls dorthin unterwegs. In der Villa wird Powers bereits vom Mönch erwartet, der ihn mit der Peitsche töten will. Powers kann ihn in letzter Not erschießen. Kurze Zeit später treffen Sir John und Higgins ein. Als Powers die rote Maske des Mönches lüftet, befindet sich darunter Harriet Foster. Powers erzählt den Ermittlern, dass Mrs. Foster seine Frau war. Beide arbeiteten in einem Zirkus, wo Harriet auf dem Pferd galoppierte und mit der Peitsche Gläser vom Tisch schlug. Nachdem sie ihn verlassen hatte, kam Powers dahinter, dass seine Frau inzwischen wahnsinnig war und unter dem Einfluss eines mysteriösen Hintermannes stand. Da taucht der Pedell Bannister auf, den Higgins als Anns Onkel Limes Portland enttarnt. Im Falle von Anns Tod hätte er die Flugzeugwerke ihrer verstorbenen Eltern geerbt. Um die Aufmerksamkeit auf andere zu lenken, hatte er zunächst die Mädchen Pam Walsbury, Betty Falks und Mary Houston ermorden lassen.

## Entstehungsgeschichte

### Vorgeschichte und Drehbuch
Der im Dezember 1965 gestartete Edgar-Wallace-Film Der unheimliche Mönch hatte sich für die Produktionsfirma Rialto Film und den Verleih Constantin Film zu einem großen Erfolg entwickelt, den während der Erstaufführungszeit rund 2,5 Millionen Kinobesucher sahen. Daraufhin wollte der Rialto-Chef Horst Wendlandt auf jeden Fall einen zweiten Film herstellen, in dem ein mordender Mönch mit einer Peitsche vorkommt. Man beauftragte Harald G. Petersson, ein entsprechendes Drehbuch nach dem Edgar-Wallace-Roman Gucumatz (Originaltitel: The Feathered Serpent) zu verfassen. Anfang 1967 schrieb Herbert Reinecker (Pseudonym: Alex Berg) dieses Drehbuch mit dem Titel Der Mann mit der Peitsche um, sodass von der Romanvorlage praktisch nichts mehr übrig blieb. Anschließend nahm der Regisseur Alfred Vohrer, der damit seinen 10. Edgar-Wallace-Film inszenieren sollte, wie üblich einige Ergänzungen und Änderungen am Drehbuch vor. Zu den wichtigsten zählen die Verlegung des Mordes an Pam Walsbury von einem Park in eine Dorfkirche und das Weglassen eines Polizeipsychologen namens Donald Blake zugunsten einer Erweiterung der Figur des Sir John. Außerdem erhielt das Projekt seinen endgültigen Titel: Der Mönch mit der Peitsche.

### Besetzung
Eine erste Ankündigung sah neben dem ursprünglich vorgesehenen Regisseur Harald Reinl die Darsteller Harald Leipnitz als Inspektor Green, Karin Baal als Ann Portland, Siegfried Schürenberg als Sir John, Claude Farell als Harriet Foster, Wolfgang Lukschy als Mark Denver, Harry Wüstenhagen als Frank Keeney sowie Grit Boettcher und Rudolf Fernau vor. Geplanter Starttermin war der 30. August 1967.
Bis auf Siegfried Schürenberg und Grit Boettcher wurden alle Rollen letztlich mit anderen Schauspielern besetzt. Da man erstmals seit 1964 wieder Joachim Fuchsberger als Wallace-Inspektor verpflichten konnte, benannte man die Rolle des Ermittlers schließlich in Inspektor Higgins um. Diesen verkörperte er bereits in dem Erfolgsfilm Der Hexer. Für die Rolle der Ann Portland griff man auf Uschi Glas zurück, die in Der unheimliche Mönch ihr Filmdebüt gab und inzwischen bei Wendlandt unter Vertrag stand. Neben bereits in früheren Edgar-Wallace-Filmen eingesetzten Darstellern wie Harry Riebauer, Ilse Pagé, Claus Holm, Hans Epskamp, Kurt Waitzmann, Tilo von Berlepsch und Rudolf Schündler verpflichtete man für einmalige Gastauftritte Tilly Lauenstein, Konrad Georg und Günter Meisner. Die Schauspieler Siegfried Rauch und Narziss Sokatscheff wirkten später jeweils noch in einem weiteren Wallace-Film mit.
Inge Sievers, die damalige Frau von Werner Schröder – dem Chef des Berliner Aquariums, in dem einige Filmszenen gedreht wurden –, ist in einer Nebenrolle als Internatsschülerin Mildred Miller zu sehen. Der Aufnahmeleiter Herbert Kerz war das Double für den Mönch mit der Peitsche. Filmarchitekt Wilhelm Vorwerg hatte einen Auftritt als zweites Mordopfer Dr. Cabble. Die Regieassistentin Eva Ebner übernahm eine Komparsenrolle in der Szene mit dem Bus. Am Funkgerät ist mehrmals die Stimme des Regisseurs Alfred Vohrer zu hören.

### Produktion
Die Dreharbeiten für den im Breitwandformat 1:1,66 produzierten Farbfilm (Eastmancolor) fanden direkt nach der Fertigstellung des Vorgängers Die blaue Hand an 30 Drehtagen zwischen dem 26. April und dem 9. Juni 1967 in West-Berlin statt. Auf London-Aufnahmen wurde auch diesmal gänzlich verzichtet. In Der Mönch mit der Peitsche sind unter anderem folgende Drehorte zu sehen:
- Pferdestall auf der Pfaueninsel: Friedhof, Mord an Dr. Cabble
- Justizvollzugsanstalt Moabit: Zuchthaus, außen und innen
- Villa Lohse (Inselstraße 30, 1975 abgerissen)[4] auf Schwanenwerder: verfallene Villa, außen
- Aquarium Berlin: verfallene Villa, innen
- Meierei auf der Pfaueninsel: Dorfkirche, außen
- Kirche St. Peter und Paul auf Nikolskoe: Dorfkirche, innen
- Kavaliershaus auf der Pfaueninsel: Mädcheninternat, außen
- Stadtbad Wedding: Schwimmbad des Mädcheninternats, innen
- Sandgrube im Jagen 86 im Grunewald: Sandgrube

Die zwei kurzen Einstellungen mit den Schlangen stammen aus dem Film Die blaue Hand. Als Filmatelier dienten die Studios der CCC-Film in Berlin-Haselhorst. Die Filmbauten stammten von Wilhelm Vorwerg und Walter Kutz. Für die Kostüme war Irms Pauli verantwortlich. Herstellungsleiter war Fritz Klotzsch. Die Produktionsleitung übernahm Wolfgang Kühnlenz, die Regieassistenz Eva Ebner.

### Filmmusik
Die Filmmusik stammt aus der Feder von Martin Böttcher, der für Der Mönch mit der Peitsche seinen fünften und letzten Soundtrack zu einem Edgar-Wallace-Film komponierte. Drei Titel daraus wurden 1999 auf der CD Martin Böttcher – Kriminalfilmmusik Vol. 2 veröffentlicht:
1. Terrible (Titelmusik) 1:58
2. Blue Trombone 1:07
3. Nightwalk – Finale 2:01

Die Titelmusik Terrible ist auch auf der CD Martin Böttcher – Deutsche Filmkomponisten Folge 1 aus dem Jahr 2000 und auf der 2002 erschienenen Zusammenstellung The Best of Edgar Wallace enthalten.

## Rezeption

### Veröffentlichungen
Der Film wurde am 4. August 1967 von der FSK ohne Kürzungsauflagen ab 16 Jahren freigegeben. Am 11. August desselben Jahres erfolgte die Uraufführung im Mathäser-Filmpalast in München. Der Erfolg lag zwar hinter dem des Films Der unheimliche Mönch, war mit rund 1,8 Millionen Zuschauern während der Erstaufführungszeit aber dennoch mehr als zufriedenstellend. Bei den damals durchgeführten Umfragen des Fachblattes Filmecho/Filmwoche, bei denen die Kinobesucher aktuelle Filme auf einer Skala von 1 (ausgezeichnet) bis 7 (sehr schlecht) bewerteten, schnitt Der Mönch mit der Peitsche mit der Note 2,4 ab. Zum Vergleich: Die ebenfalls 1967 veröffentlichten Filme Die blaue Hand (2,4), Kommissar X – Drei grüne Hunde (2,7) und Die Schlangengrube und das Pendel (3,2).
Der Film konnte noch in weiteren Länder vermarktet werden und lief dort unter anderem unter den folgenden Titeln:
- Dänemark: Varme piger gøres kolde
- Finnland: Koulutyttömurhat
- Griechenland: O dolofonos tou parthenagogeiou
- Italien: Il fantasma di Londra
- Türkei: Kiz kolejinde cinayet
- Vereinigte Staaten: The College Girl Murders

Im deutschen Fernsehen wurde der Film erstmals am 11. April 1985 auf dem Sat.1-Vorgänger PKS ausgestrahlt. Für die Veröffentlichung als Kaufvideo wurde die Altersfreigabe im Jahr 1991 von 16 auf 12 Jahre herabgestuft. 2004 erschien der Film in Originalfassung auf DVD. Auch diese wurde ab 12 Jahren freigegeben.

### Kritiken
„Regisseur Alfred Vohrer hat schon bessere Filme als diesen gedreht. Hier werden die abgeleierten Klamotten des Kintopps zusammengekratzt und in schlechten Farben aufgemöbelt. Weder Spannung noch Gruselstimmung wollen so recht aufkommen. Zu umständlich, schwerfällig und unglaubwürdig wird alles erzählt.“

„Wer sich 90 Minuten lang ins Bockshorn jagen lassen will, dem sei das spannende Produkt anempfohlen.“

„Seitdem die Edgar-Wallace-Filme in Farbe gedreht werden, ist ihre handwerkliche Qualität erheblich gestiegen.“

„Überaus konfuser und dilettantischer Edgar-Wallace-Film. Remake von „Der unheimliche Mönch“.“

„„Der unheimliche Mönch“ (’65) war in Schwarzweiß. Das Remake ist in Eastmancolor, fällt dramaturgisch aber eher farblos aus.“

„Grusel, Krimi und Parodie in einem.“

„Edgar-Wallace-Krimi nach Kintopp-Art; ein Stilgemisch aus Kriminal-Reißer, Grusel-Schocker und Parodie von beidem.“

„Eine einfallslos und spannungsarm inszenierte Kriminalklamotte, die sich selber lächerlich macht.“

## Sonstiges
Entgegen dem ersten Drehbuch, das den Mönch ganz in Schwarz mit einer weißen Kordel beschreibt, schuf die Kostümbildnerin Irms Pauli ein auffälliges rotes Kostüm, dessen Kopfbedeckung an die des Ku-Klux-Klans erinnert. Die Figur gehört bis heute zu den bekanntesten der Edgar-Wallace-Filmreihe. So tauchte sie als erstes Todesopfer in der Wallace-Parodie Der Wixxer (2004) auf.